# Рахма бинт Хасан
Рахма́ би́нт Хаса́н (араб. رحمة بن حسن‎; род. 13 августа 1969, Амман) — принцесса Иордании и спортивный функционер, старшая дочь принца Хасана ибн Талаля и его жены Сарват аль-Хассан.

## Биография
Принцесса Рахма бинт Хасан родилась 13 августа 1969 года в Аммане в семье принца Хасана ибн Талаля и его жены Сарват аль-Хассан. У неё есть две младшие сестры: принцессы Сумайя (род. 1971), Бадия (род. 1974) и брат – принц Рашид (род. 1979).
Принцесса получила начальное образование на родине и поступила в Шерборн Гёрлз (Дорсет). По окончании школы принцесса Рахма поступила в Тринити-колледж, один из колледжей Кембриджского университета. В 1991 году она закончила его с отличием, получив степень бакалавра в области востоковедения, а в 1992 году получила степень магистра философии в области международных отношений.
Принцесса возглавляет Федерацию гимнастики Иордании и в 2019 году она встретилась с президентом Международной федерации гимнастики Моринари Ватанабэ, с которым обсудила развитие и поддержку спортивной гимнастики в стране.

## Семья
В 1997 году принцесса Рахма бинт Хасан вышла замуж за бизнесмена Алаа Батайнеха, в браке с которым у неё двое детей - дочь Айша (род. 2002) и сын Ариф (род. 2005).